# Augustówek
Augustówek (prononciation : [auɡusˈtuvɛk]) est un village polonais de la gmina de Czosnów dans la powiat de Nowy Dwór Mazowiecki de la voïvodie de Mazovie dans le centre-est de la Pologne.
Il se situe à environ 23 kilomètres à l'est de Czosnów (siège de la gmina), 28 kilomètres à l'est de Nowy Dwór Mazowiecki (siège de la powiat) et à 16 kilomètres au nord de Varsovie (capitale de la Pologne).

## Histoire
De 1975 à 1998, le village appartenait administrativement à la voïvodie de Varsovie.